# 突尼斯中央银行
突尼斯中央银行（阿拉伯语：‎，簡稱BCT）是突尼斯共和国的中央銀行及金融管理局，負責發行貨幣及監管突尼斯國內銀行。總部位於突尼斯，在國內12座城市設有分行。

## 歷史
突尼斯中央银行根據1958年90號法律於1958年9月19日成立，10月18日根據1958年109號法律開始製作新貨幣第納爾，11月3日突尼斯中央银行正式開業並發行第納爾，12月30日突尼斯正式拋棄原本使用的法郎。1994年25號法律授予突尼斯中央银行監管突尼斯國內銀行的權利。
2011年茉莉花革命後，突尼斯第納爾對美元及歐元貶值超過一成，穆斯塔法·卡迈勒·纳布利緊急接任央行行長，努力維持經濟穩定之餘，同時謀求央行完全獨立。2013年4月，行長切里·阿亚利和财政部长艾力斯·法克法克等人和國際貨幣基金達成協議，以金融改革的承諾換取17億美元的貸款。2015和2016年為了獲得國際貨幣基金同意債務延期支付和批出新一批貸款，政府正式推行金融改革。2016年4月突尼西亞國民代表大會通過了新的中央銀行規章法案，用於替代1958年90號法律。新法案強調中央銀行獨立性，分割貨幣政策和國際財政政策，禁止中央銀行直接給國家貸款。改革後，第納爾在五年內貶值三成。
2023年，突尼斯政府決定限制中央銀行獨立性。

## 歷任行長
| 姓名                   | 任期                         | 備註   |
| ---------------------- | ---------------------------- | ------ |
| 赫迪·阿马拉·努伊拉     | 1958年9月30日—1970年11月9日  | [ 10 ] |
| Ali Zouaoui            | 1970年11月10日—1972年2月18日 | [ 10 ] |
| Mohamed Ghenima        | 1972年3月4日—1980年5月7日    | [ 10 ] |
| Abdelaziz Mathari      | 1980年5月8日—1980年7月11日   | [ 10 ] |
| Moncef Belkhodja       | 1980年7月11日—1986年3月14日  | [ 10 ] |
| Mohamed Skhiri         | 1986年3月15日—1987年10月26日 | [ 10 ] |
| Ismaïl Khelil          | 1987年10月27日—1990年3月2日  | [ 10 ] |
| Mohamed El Béji Hamda  | 1990年3月3日—2001年1月22日   | [ 10 ] |
| Mohamed Daouas         | 2001年1月23日—2004年1月13日  | [ 10 ] |
| Taoufik Baccar         | 2004年1月14日—2011年1月16日  | [ 10 ] |
| 穆斯塔法·卡迈勒·纳布利 | 2011年1月17日—2012年6月27日  | [ 10 ] |
| 切里·阿亚利            | 2012年7月23日—2018年2月14日  | [ 10 ] |
| 马鲁万·埃尔·阿巴西     | 2018年2月16日—               | [ 10 ] |